# Hit the Lights (banda)
Hit the Lights es una banda de pop punk formada en 2003 en Lima, Ohio.

## Historia
La banda fue formada en el verano de 2003. El vocalista Colin Ross y el guitarrista Omar Zehery habían estado juntos en una banda previa a Hit the Lights, Goodbye Session, mientras el guitarrista Nick Thompson estuvo en The Summer Departure. Con el bajista David Bermosk y el baterista Nate Van Dame completaron la formación de la banda, la cual llamaron Hit the Lights por la canción de Metallica. Después del lanzamiento de dos EP, en 2005 firmaron con Triple Crown Records, sello con discográfico con el que en abril de 2006 lanzaron su álbum debut, This Is a Stick Up... Don't Make It a Murder. Entre agosto y septiembre de 2006, Hit the Lights realizó una gira con Paramore, Cute Is What We Aim For y This Providence. En julio de 2008, lanzaron su segundo álbum de estudio, Skip School, Start Fights, el cual se posicionó en el número noventa y siete del Billboard 200. En septiembre de 2011 la banda firmó con Razor & Tie Records. El mismo mes, la banda anunció una gira con The Dangerous Summer. Sin embargo, semanas después, The Dangerous Summer canceló la gira debido a «problemas ajenos a su control». El 1 de noviembre de 2011 lanzaron su cuarto EP, Invicta. En diciembre de 2011 en el sitio web de Hit the Lights se puso en preventa el tercer álbum de estudio de la banda, Invicta, el cual fue finalmente lanzado el 31 de enero de 2012.

## Miembros
Miembros actuales
- Nick Thompson: voz (2008-presente) guitarra (2003-2007)
- Omar Zehery: guitarra (2003-presente)
- Kevin Mahoney: guitarra, coros (2008-presente)
- David Bermosk: bajo eléctrico, coros (2003-presente)
- Nate Van Damme: batería, percusión (2005-presente)

Miembros anteriores
- Colin Ross: voz (2003-2007)
- Ryan Radebaugh: batería, percusión (2003-2005)

## Discografía

### Álbumes de estudio
| Título | Detalles                                                                                            | Posiciones | Posiciones |
| Título | Detalles                                                                                            | EUA        | EUA Inde.  |
| --- | --------------------------------------------------------------------------------------------------- | ---------- | ---------- |
| This is a stick up... Don't make it a murder                                                                         | - Lanzamiento: 11 de abril de 2006 - Discográfica: Triple Crown Records - Calificación de Allmusic: | —          | 41         |
| Skip school, start fights                                                                                            | - Lanzamiento: 8 de julio de 2008 - Discográfica: Triple Crown Records                              | 97         | 11         |
| Invicta | - Lanzamiento: 31 de enero de 2012 - Discográfica: Sony Music - Calificación de Allmusic:           | 129        | —          |
| Summer Bones | - Lanzamiento: 24 de marzo de 2015 - Discográfica: Pure Noise Records                               | —          | —          |
| «—» denota que el lanzamiento del álbum no entró en la lista de posiciones o que no fue publicado en ese territorio. | |            |            |

EP
- 2004: Leaving Town Tonight
- 2005: Until We Get Caught
- 2009: Coast to Coast
- 2011: Invicta EP